# Música de Natal
Música de Natal compreende a uma variedade de músicas de diversos gêneros normalmente lançadas e escutadas próximos à época do Natal.

## Brasil
Um artigo publicado pelo jornal brasileiro O Globo, mostra que à época do Natal, as lojas de vendas de álbuns evidenciavam em suas vitrines e em seus ambientes harpa paraguaia solando "Jingle Bells", em outros temas natalinos clássicos. Hoje, porém, a situação é diferente. As canções natalinas no Brasil ficaram submetidas à segmentos como sertanejo universitário e caipira.
O registro mais antigo de uma canção natalina brasileira é de Assis Valente, em 1933 com o lançamento de "Boas Festas". Posteriormente, veio Luiz Vieira com canções como "Cesta de Natal Pobre", "Natal de Criança Pobre", "Natal do Menino Pobre", "Natal Pobre". Alguns compositores brasileiros passaram a se dedicar à temática natalina, entre eles João de Barro, Joubert de Carvalho, Roberto Martins, Augusto Vasseur, Herivelto Martins, Ataulfo Alves, Alcebíades Barcelos, Luiz Gonzaga & Zé Dantas e, em época mais recente, Klécius Caldas & Armando Cavalcante (a bela "Feliz Natal", que Dick Farney gravou à Sinatra) e "Blim blem blam" (primeiro sucesso de Luiz Cláudio).
A indústria musical brasileira tenta produzir por no país, algo como nos Estados Unidos - que tradicionalmente, tem álbuns natalinos lançados. Simone, Ivan Lins e Xuxa, foram os principais intérpretes a terem álbuns dedicados exclusivamente ao Natal, ao passo que artistas do universo sertanejo lançam coletâneas como "Natal Sertanejo".